# Ліга справедливості Зака Снайдера
«Ліга справедливості Зака Снайдера» (англ. Zack Snyder's Justice League), відома як «Версія Снайдера» (англ. Snyder's Cut) — режисерська версія супергеройського фільму Зака Снайдера «Ліга справедливості» (2017). Версія уособлює «Лігу справедливості», п'ятий фільм розширеного всесвіту DC, як оригінальне творіння Зака Снайдера до його відходу з посади режисера. Фільм присвячений пам'яті дочки Снайдера, Отем. Головні ролі виконали Бен Аффлек, Генрі Кавілл, Галь Гадот, Езра Міллер, Джейсон Момоа, Рей Фішер, Джеремі Айронс, Дайан Лейн, Конні Нільсен і Дж. К. Сіммонс.
Як і кінотеатральний реліз, «Ліга справедливості Зака Снайдера» розповідає про Лігу Справедливості — Бетмена, Диво-жінку, Флеша, Аквамена і Кіборга — команду, яка заступає на захист Землі після загибелі Супермена. Команда протистоїть навалі інопланетянина Степового Вовка і його армії парадемонів на Землю задля пошуків трьох могутніх реліквій, але з додатковими сценами. Деякі сцени, наявні в театральній версії 2017 року, відсутні у версії 2021, щоб узгодити фільм з пізнішими кінокартинами та досягнути єдиного похмурішого настрою.
Виробництво «Ліги справедливості», випущеної у 2017 році, супроводжувалося проблемами. Сценарій фільму зазнав численних змін до й під час виробництва у 2016—2017 роках. У травні 2017 року Снайдер покинув пост режисера під час постпродакшну фільму через самогубство дочки і його посаду посів Джосс Відон, який закінчив роботу. Відон провів масштабні перезйомки стрічки, що додало їй більш життєрадісного тону оповідання та гумору, а також він скоротив тривалість картини до 120 хвилин, чого вимагало керівництво Warner Bros. У підсумку, «Ліга справедливості» стала касовим провалом і здобула змішані відгуки від критиків і глядачів, що змусило компанію переглянути плани на майбутні фільми.
Коли стали відомі закулісні проблеми знімального процесу і справжні причини відходу Снайдера, багато фанатів висловили зацікавлення до альтернативної версії фільму, яка відповідає погляду Снайдера. Шанувальники разом з акторами та членами знімальної групи підписали кілька петицій з вимогою випустити версію, яку вони назвали «Snyder's Cut» («версія Снайдера»). В той час керівництво Warner Bros. заявляло, що вихід цієї версії малоймовірний. Однак їхня думка змінилася до лютого 2020 року, а в травні того ж року сам Зак Снайдер оголосив, що оригінальна версія фільму буде завершена і випущена під назвою «Ліга справедливості Зака Снайдера» на платформі HBO Max. Це зажадає додаткових $70 млн для доопрацювання візуальних ефектів, саундтреку, монтажу й проведення додаткових зйомок.
Для території США «Ліга справедливості Зака Снайдера» дебютувала на VOD-платформі HBO Max 18 березня 2021 року. Для території України (а також для 12 пострадянських країн) «Ліга справедливості Зака Снайдера» офіційно дебютувала на VOD-платформі Kinopoisk HD 18 березня 2021 року виключно з російською аудіодоріжкою та без опції аудіодоріжки українською.

## Сюжет
Початок фільму відрізняється, він стартує зі сцени передсмертного крику Супермена, який активує Материнські Скриньки, чим приманює на Землю Степового Вовка. Далі Брюс Вейн (Бетмен) шукає союзників, зокрема Аквамена, але ще не знає про загрозу парадемонів, одного з яких він зустрічає на початку театральної версії фільму. Більшість жартів, пов'язаних з супергероями, вирізана з версії Снайдера, за винятком жартів про Флеша. Стосунки Брюса з Діаною більш ділові, зокрема, через серію спогадів Діана розповідає про колишню спробу Дарксайда завоювати Землю, та його плани повернутися.
Версія Снайдера детальніше пояснює минуле Віктора Стоуна (Кіборга), а саме як його батько скористався силою однієї зі Скриньок, яку він досліджував, щоб воскресити сина, понівеченого в автокатастрофі, в подобі напів-машини. Зображаються додаткові сцени, що пояснюють які здібності отримав Кіборг і як він вважає їх не даром, а прокляттям; зокрема взаємодію з земною електронікою. Сцени з Суперменом було перезнято. Кіборг, розповідаючи, що Скринька відновлює початковий стан матерії, наштовхує Лігу Справедливості на думку воскресити Супермена. Версія Снайдера повертає зняту для театральної версії сцену, де Флеш рятує дівчину Айріс Вест від зіткнення з вантажівкою, коли приходить влаштовуватися на нову роботу. Ця сцена веде до зустрічі Флеша з батьком у в'язниці, де той дорікає синові, що він надто багато працює аби вивчитися на юриста та визволити його з несправедливого ув'язнення. Аквамен отримав більше сцен з Вулко, де вони обговорюють неприхильність Артура до Атлантиди. Нова версія містить натяк на сольний фільм про Аквамена, де його брат Орм підбурює атлантійців до війни з людьми. У версії 2017 року не було сцени, де Кіборг допомагає врятуватися персоналу лабораторії S.T.A.R., яку атакували парадемони в пошуках Скриньки. Версія 2021 року повертає персонажа Раяна Чоя, співробітника S.T.A.R. та в майбутньому — супергероя Атома. Лоїс Лейн у версії Снайдера покидає роботу в «Дейлі Пленет» і щодня відвідує меморіал Супермена. У версії 2021 року генерал Гаррі Свонвік виявляється замаскованим Марсіанським Мисливцем. Протягом усього фільму Брюс розробляє нову рукавицю для Діани, яка може поглинати енергію (він використовує її, щоб врятуватися від лазерного погляду Супермена), а також лагодить літак, який потім запускає Кіборг.
Більша роль відведена Дарксайду, який у спогадах Діани веде парадемонів у бій. В театральній версії замість нього фігурує Степовий Вовк. Згідно з версією Снайдера, Материнські Скриньки були створені містиками Дарксайда і призначалися перетворювати підкорені світи на спустошені вулканічні планети (як рідний світ Юксеса, що потім став Дарксайдом). Скриньки не могли бути знищені, тому амазонки, атлантійці та люди сховали кожну у своїх володіннях і деактивували їх. Під час подій фільму Скриньки «прокидаються» і парадемони відчувають їхнє розташування. Посередником між Дарксайдом і Степовим Вовком слугує ДеСаад, істота в вигляді ожилої металевої статуї. Мотивація Степового Вовка в цій версії полягає в тому, аби отримати милість Дарксайда після невідомої «зради», завоювавши для нього Землю. Потім Степовий Вовк виявляє, що на Землі сховано Рівняння Антижиття, необхідне Дарксайду для підкорення всесвіту. Дизайн Степового Вовка також інший, він носить обладунки, складені з безлічі рухомих лез.
У версії Снайдера відсутня сцена з родиною росіян в зараженій радіацією зоні, де Степовий Вовк облаштував свій штаб. У театральній версії Степовий Вовк зазнає поразки від Ліги Справедливості та тікає з Землі. У режисерській його обезголовлює Діана, а Дарксайд готується напасти на планету.
Суттєву роль має видіння про можливе майбутнє, бачене Кіборгом, в якому Дарксайд завоював Землю, а Супермен став на його бік і встановив диктатуру. У версії Снайдера з'являється Джокер у виконанні Джареда Лето під час видіння разом з Бетменом, Мерою, Кіборгом, Дезстроуком і Флешем. Дезстроук у версії Снайдера виступає союзником Бетмена в можливому майбутньому, тоді як у театральній версії він однозначний антагоніст.
Флеш через поранення не встигає завадити об'єднанню Скриньок, але в майбутньому виліковується, розвиває надсвітлову швидкість і відвертає завоювання Землі Дарксайдом, повернувшись у вирішальну мить. Коли герої долають Степового Вовка, його голова влітає у портал, крізь який Дарксайд планував прибути на Землю, і той наказує готувати армаду для польоту крізь космос.
Відсутня сцена після титрів зі змаганням між Суперменом і Флешем у швидкості.

## Акторський склад
- Бен Аффлек — Брюс Вейн / Бетмен: Режисер Зак Снайдер описав Бетмена Аффлека як людину, що знаходиться на шляху спокутування в «Лізі справедливості Зака Снайдера», він відчуває себе винним за свої дії у фільмі «Бетмен проти Супермена». Саме Брюс формує Лігу Справедливості, розшукуючи супергероїв. У версії 2021 року він береться за цю справу, ще не знаючи про загрозу Степового Вовка. У подобі людини-кажана Бетмена він захищає місто Ґотем завдяки різноманітним пристроям, які він винайшов.
- Генрі Кавілл — Кал-Ел / Кларк Кент / Супермен: У 2018 році Кавілл сказав, що Супермен, який з'являється у версії «Ліги справедливості» Снайдера, завершує свою сюжетну арку, яка розпочалася в «Людині зі сталі» (2013), і що він стає «справжнім» Суперменом, яким він зображений у коміксах. Снайдер сказав, що хоча він і любить традиційні зображення персонажа, він хотів, щоб у Супермена була реалістична історія, і щоб він розвивався як персонаж, а не був «одновимірним бойскаутом», яким його часто бачать. У версії 2021 року саме крик Супермена пробуджує Материнські Скриньки, і потім силою однієї з них Кіборг та Флеш воскрешають Супермена.
- Емі Адамс — Лоїс Лейн: дівчина Кларка Кента, репортерка. На час подій фільму покидає роботу, але щодня відвідує меморіал Супермена.
- Галь Гадот — Діана Прінс / Диво-жінка: амазонка, що працює в музеї зі старожитностями. Володіє Ласо Правди, яке не дає тим, кого торкається, збрехати, та стародавньою міцною бронею. Діана розповідає Брюсу про Дарксайда і Материнські Скриньки та бере активну участь у їх пошуках.
- Езра Міллер — Баррі Аллен / Флеш: юнак, здатний бігати з величезною швидкістю та сповільнювати для себе час. На початку фільму Баррі користується цими здібностями, щоб встигати працювати на кількох роботах і оплачувати навчання заради того, аби визволити несправедливо засудженого батька. Також, він рятує дівчину Айріс Вест. Баррі охоче приєднується до Ліги Справедливості та використовує надшвидкість, щоб активувати одну з Материнських Скриньок для оживлення Супермена.
- Джейсон Момоа — Артур Каррі / Аквамен: герой-атлантієць, здатний дихати під водою і керувати морськими істотами. Вигнанець, який спершу вважає, що супергерої сильніші поокремо. На початку фільму анонімно допомагає морякам і цурається справ Атлантиди. Пізніше приходить решті героїв на допомогу.
- Рей Фішер — Віктор Стоун / Кіборг: Велика частина розвитку персонажа Кіборга була прибрана з кінотеатральної версії, і Снайдер описав Кіборга, яким він зображений в «Лізі справедливості Зака Снайдера», як «серце фільму». Точно так само Фішер заявив, що сюжетна арка Кіборга є емоційною і алегорично «подорожі, яку здійснили чорні люди [в Америці]». Віктор Стоун був скалічений в автокатастрофі, а його мати загинула. Його батько, що досліджував Материнську Скриньку, наважився таємно скористатися нею аби створити синові нове тіло. Скринька справді відновила тіло Віктора, він став здатен літати, підмикатися до будь-якого електронного пристрою на відстані, але озлобився на батька, вважаючи себе потворою. Він воліє не бачитися з батьком, хоча той цінує Віктора і вірить, що Кіборг використає свій потенціал для підтримання справедливості.
- Джеремі Айронс — Альфред Пенніворт: дворецький Брюса Вейна.
- Даян Лейн — Марта Кент: названа мати Кларка Кента.
- Конні Нільсен — Іполіта[en]: цариця амазонок, мати Диво-жінки. Тисячі років тому вона вже відбивала напад Дарксайда.
- Дж. К. Сіммонс — комісар Джеймс Ґордон: союзник Бетмена в пошуках злочинців, його інформатор.
- Кіаран Гайндс — Степовий Вовк: Інопланетний військовий офіцер з планети Апокаліпс, який очолює армію парадемонів і шукає три Материнських куби, які зберігаються на Землі. Гайндс описав Степового Вовка як «старого, втомленого, який все ще намагається вирватися з рабства в Дарксайда». Степовий Вовк був перероблений для цієї версії, наблизивши його зовнішній вигляд до первісного бачення Снайдера. Гайндс, як повідомлялося, був розчарований кінотеатральною версією фільму, яка урізала образ і передісторію Степового Вовка. У версії Снайдера Степовий Вовк винний перед Дарксайдом і прагне домогтися прощення, для чого клянеться зібрати втрачені Дарксайдом Материнські Скриньки та завоювати для нього Землю. Пізніше він виявляє, що на Землі сховано Рівняння Антижиття, що є ключем до панування над Всесвітом.

- Джо Мортон — Сайлас Стоун[en]: батько Віктора, працівник лабораторії з дослідження інопланетних технологій. Зокрема, він досліджував одну з Материнських Скриньок, якою воскресив сина проти його волі.
- Ембер Герд — Мера[en]: атлантійка, донька царя Нерея.
- Гаррі Леннікс — Келвін Свонвік / Дж'онн Дж'онзз / Марсіанський Мисливець: генерал США, супергерой-інопланетянин під прикриттям.
- Джессі Айзенберґ — Лекс Лютор: мільярдер, супротивник Супермена. Більшість часу перебуває у в'язниці, під кінець фільму звільняється та зустрічається з Дезстроуком.
- Кірсі Клемонс — Айріс Вест
- Віллем Дефо — Нуйдіс Вулко[en]: атлантієць, радник царя Нерея.
- Чжен Кай[en] — Раян Чой[en]: вчений у лабораторії з досліджень інопланетних технологій. Не був присутній у версії 2017 року.
- Карен Брайсон — Елінор Стоун: мати Віктора Стоуна, загибла в автокатастрофі.
- Джуліан Льюїс Джонс[en] — цар Атлан: правитель Атлантиди в давнину, що приєднався до боротьби проти Дарксайда.
- Пітер Ґіннес[en] — ДеСаад[en]: посередник між Дарксайдом і Степовим Вовком, радник Дарксайда. З'являється Степовому Вовку як аватар з розплавленого металу.
- Рей Портер[en] — Юксес / Дарксайд: Тиранічний Новий Бог з планети Апоколіпс і господар Степового Вовка. Дарксайд не з'являвся в кінотеатральній версії, що означає, що «Ліга справедливості Зака Снайдера» ознаменує першу появу персонажа в повноцінному фільмі. Портер грав Дарксайда з допомогою захоплення руху, і «пройшов через декілька різних вокальних гімнастик, намагаючись вибрати голос». Портер не був знайомий з Дарксайдом на момент отримання ролі, але Снайдер і сценарист Кріс Террі допомогли йому своїми знаннями з коміксів. Дарксайд завоював сотні тисяч світів з допомогою Материнських Скриньок, і перетворив їх на спустошені світи, а їхніх жителів обернув на покірних собі парадемонів. Однак, на Землі він зазнав поразки та втратив Материнські Скриньки. Маніпулює Степовим Вовком, щоб той знайшов Скриньки, ставиться до нього як до інструмента.
- Марк Макклюр — офіцер Бен Садовські. Макклюр раніше виконував роль Джиммі Олсена в серії фільмів «Супермен» з Крістофером Рівом в головній ролі.
- Джаред Лето — Джокер: Кримінальний авторитет-психопат і заклятий ворог Бетмена. Лето знову виконує свою роль з «Загону самогубців» (2016). Спочатку Джокер не мав був з'являтися в оригінальному фільмі, але Снайдер вирішив використовувати його через деякий час після того, як його новій версії дали зелене світло. За словами Снайдера, в передісторії сюжету фільму Джокер краде Материнський куб, необхідний Флешу, щоб він зміг відправитися назад у часі, щоб попередити Бетмена про те, як запобігти загрозі Дарксайда; Снайдер поговорив з головним креативним директором DC Comics Джимом Лі про публікацію супутнього коміксу, присвяченого Бетмену і Джокеру, щоб він супроводжував фільм. Персонаж був перероблений для нового випуску.
- Джо Манганьєлло — Слейд Вілсон / Дезстроук: Найманий вбивця. Манганьєлло був у захваті, коли Снайдер зв'язався з ним, щоб він знову зіграв Дезстроука в оригінальної версії фільму, враховуючи, що він розчарувався в цій ролі, оскільки багато проєктів, пов'язаних з цим персонажем, в яких він повинен був з'явитися, були скасовані.
- Кевін Костнер — Джонатан Кент: батько Супермена.
- Рассел Кроу — Джор-Ел: рідний батько Супермена.
- Робін Райт — Антіопа: генерал.

### Українське багатоголосе закадрове озвучення
У березні 2021 року студія «Цікава Ідея» озвучила фільм «Ліга справедливості Зака Снайдера». Згодом у червні 2021 року аудіодоріжку з цим багатоголосим закадровим озвученням студії Цікава Ідея додали до релізу фільму «Ліга справедливості Зака Снайдера» на vod-платформі Megogo, яка легально заплатила студії за право користуватися їхньою озвучкою цього фільму.
У березні 2021 року студія «DniproFilm Studio / HDrezka Studio» озвучила фільм «Ліга справедливості Зака Снайдера».

## Історія

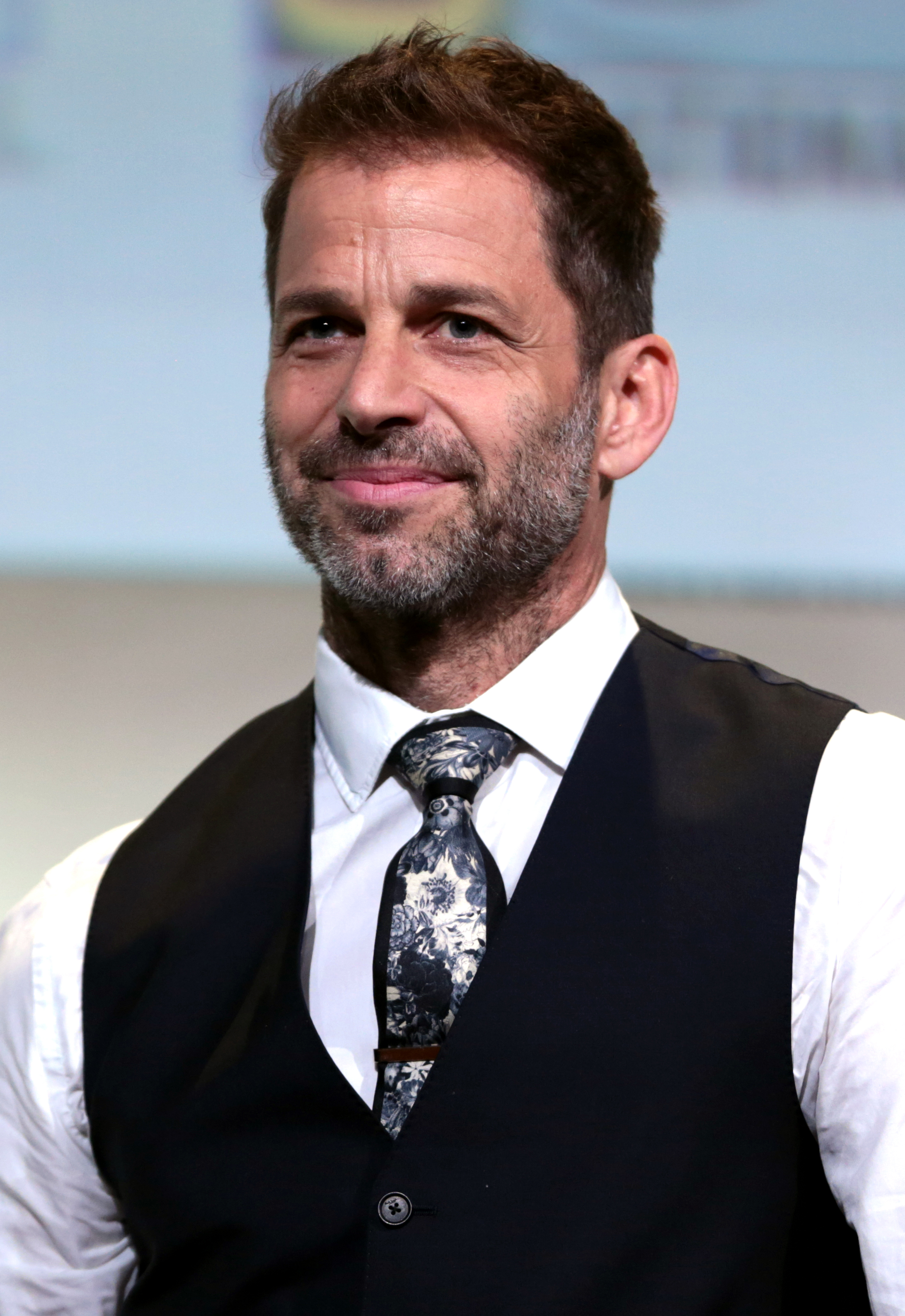
Зак Снайдер, режисер «Ліги справедливості»

### Виробництво «Ліги справедливості»
Після виходу фільму «Людина зі сталі» (2013) режисер Зак Снайдер позначив основу розширеного всесвіту DC, яка зосередиться навколо сюжетної арки з п'яти фільмів: «Людина зі сталі», «Бетмен проти Супермена: На зорі справедливості» (2016) і трилогія Ліги справедливості. Спочатку Снайдер вирішив, що «Бетмен проти Супермена» стане найпохмурішим фільмом франшизи, а наступні картини будуть ставати все світлішими за тональністю. Однак критики розгромили кінотеатральну версію «Бетмен проти Супермена», а саме критики зазнали похмурий тон картини, відсутність гумору і повільна оповідь. Це змусило студії Warner Bros. і Снайдера навесні 2016 року частково переосмислити майбутні проєкти кіновсесвіту, зокрема, «Загін самогубців» (2016), чиї зйомки були вже завершені, і «Лігу справедливості», до початку зйомок якої залишався місяць. Зак Снайдер разом зі сценаристом Крісом Террі переписали сюжет «Ліги», зробивши фільм світлішим за тональністю, ніж планувалося раніше. Оператор Фабіан Вагнер сказав, що Снайдер хотів відійти від стилізованого, ненасиченого і занадто контрастного вигляду інших фільмів франшизи.
Основний знімальний процес тривав з квітня по грудень 2016 року. Кілька місяців потому Зак Снайдер показав кілька версій «Ліги справедливості» керівникам Warner Bros., своїй сім'ї і друзям. Були схвалені загальна тривалість фільму і частковий монтаж, хоча візуальні ефекти і звукова доріжка були далекі від завершення. Снайдер розповів, що у нього було кілька, по суті, готових версій фільму, що потребували доопрацювання CGI-ефектами. Сценарист і співробітник Forbes Марк Хьюз повідомляв, що версія Снайдера завершена на понад 90 %, а видання The Daily Telegraph навело думку експерта з візуальних ефектів, який оцінив у $30-40 млн додаткові витрати Warner Bros. на завершення роботи над фільмом. Керівники Warner Bros., які подивилися версію Снайдера, порахували, що режисер доклав значних зусиль щодо пом'якшення тону «Ліги» після критики «Бетмен проти Супермена». Попри це, студія була раніше незадоволена остаточною версією, а інсайдери повідомляли, що деякі керівники компанії визнали фільм «нецікавим».
Студія вирішила частково відійти від напрямку, взятого Снайдером, і найняла Джосса Відона, режисера двох фільмів про Месників для всесвіту Marvel. Передбачалося, що Відон перепише сценарій і допоможе Снайдеру з масштабними перезйомками. Генеральний директор Warner Bros. Кевін Цудзіхара зажадав, щоб загальний хронометраж фільму не перевищив двох годин. Студія також вирішила не переносити дату виходу картини для збереження річних бонусів керівникам і через побоювання, що майбутня материнська компанія AT&T може реорганізувати студію після злиття (перенесення релізу фільму дало б творцям більше часу для оптимального завершення роботи над проєктом). Очікувалося, що Снайдер зніме сцени, перероблені Відоном, і, щоб задовольнити прохання студії, два режисери будуть працювати разом. Але раптово в березні 2017 року дочка Зака Снайдера, Отем, покінчила життя самогубством. Зак спробував відволіктися від події і продовжував роботу над фільмом ще два місяці, але в травні 2017 року він залишив посаду режисера. Його дружина Дебора, яка продюсувала «Лігу» разом з чоловіком, також пішла з проєкту.
Після відходу Снайдера повний контроль над виробництвом «Ліги справедливості» отримав Джосс Відон, хоча в титрах фільму режисером значився тільки Снайдер. Відон написав майже 80 нових сторінок сценарію, і, за оцінкою оператора фільму Фабіана Вагнера, у фінальній версії Відона залишилося тільки 10 % матеріалу, відзнятого Снайдером. До середини постпродакшну композитор картини Том Холкенборг повністю завершив роботу над саундтреком, однак був замінений на Денні Ельфмана. Сцени, які Відон написав або перезняв, відрізнялися яскравішим тоном, великою кількістю гумору і меншим рівнем насильства порівняно з версією Снайдера. Щоб привести хронометраж фільму у відповідність з вимогами студії, Відон вирізав понад 1,5 години матеріалу, відзнятого Снайдером, але підсумкова версія все ще відповідала первісній основі сюжету. У той час як початкова версія картини була погано прийнята тестовою аудиторією, версія Відона була сприйнята на тестових показах так само тепло, як «Диво-жінка» (2017), тому керівники Warner Bros. вирішили завершити виробництво саме версії Відона. «Ліга справедливості» вийшла в прокат 17 листопада 2017 року.
Критики описали кінотеатральну версію як «фільм-франкенштейн», як роботу двох різних режисерів з протилежними поглядами на проєкт. «Ліга справедливості» зібрала в прокаті майже $658 млн при бюджеті в $300 млн. Щоб стати беззбитковим, фільм повинен був заробити не менше $750 млн; за оцінкою видання Deadline Hollywood компанія Warner Bros. втратила близько $60 млн. Внаслідок не дуже успішного прокату і поганих відгуків критиків і глядачів студія вирішила відійти від концепції загального кіновсесвіту, запропонованої Снайдером, і просувати окремі фільми і серії фільмів про окремих героїв.

### Відмінності від версії Джосса Відона
Між версією Джосса Відона, випущеної в кінотеатрах, і версією Зака Снайдера існує дуже багато відмінностей. Базова структура сюжету збігається, але в кінотеатральний реліз не увійшли персонажі, десятки додаткових сцен, передісторії й натяки на майбутні фільми кіновсесвіту, які задумав і зняв Снайдер.
«Ліга справедливості Зака Снайдера» не містить жодного кадру, знятого Джоссом Відоном для кінотеатральної версії. Снайдер також підтвердив, що його версія «Ліги справедливості» буде встановлена в іншій послідовності, ніж версія Відона. У серпні 2020 року Джейсон Момоа підтвердив, що події «Аквамена» (2018) Джеймса Вана відбуваються одразу після «Ліги справедливості Зака Снайдера», а не після версії Відона.

### Рух #ReleaseTheSnyderCut
У 2016 році вийшов фільм «Загін самогубців», режисером якого юридично був Девід Еєр. Проте фільм був розкритикований як глядачами і критиками, так і самими режисером і акторами фільму. Режисер фільму Девід Еєр і актор фільму Джаред Лето заявили, що студія Warner Bros. порізала фільм настільки, що в результаті це вийшов не той фільм, який початково задумував режисер Девід Еєр. Одразу з'явився Рух #ReleaseTheAyerCut, головною вимогою якого є випуск оригінальної версії режисера фільму. Проте Рух цей був малочисельний.
У 2017 році вийшов фільм «Ліга справедливості». Одразу після виходу в прокат театральної версії «Ліги справедливості», яка пізніше отримала глузливе прізвисько Josstice League, фанати створили онлайн-петицію з вимогою випустити версію Снайдера, петиція зібрала понад 180 тис. підписів. Рух, який став використовувати в соціальних мережах гештег #ReleaseTheSnyderCut, зародився ще до того, як фанати DC дізналися про існування такої версії фільму. Поява подібного руху була викликана неоднозначними відгуками про кінотеатральну версію, оскільки фанати знали, що Снайдер покинув проєкт до завершення постпродакшну, а остаточний монтаж і перезйомки опинилися в руках Джосса Відона; таким чином фанати припустили, що Відон знизив якість фільму. Сформовані обставини порівнювали з ситуацією навколо «Супермена 2» (1980). В обох випадках до завершення роботи над картиною режисера міняли на іншого режисера, який вносив проєкт істотні зміни. Річард Доннер зміг завершити і випустити свою версію «Супермена 2» у 2006 році. Деякі фанати вважали, що вихід альтернативної версії «Ліги справедливості» просто неминучий, бо деякі фільми Снайдера вже були перевидані у вигляді розширених версій для DVD і Blu-ray видань (наприклад, «Хранителі» (2009) та «Бетмен проти Супермена»), деякі критики поставилися до розширених версій набагато краще, ніж до кінотеатральних.
Багато членів акторського складу і знімальної групи «Ліги справедливості» висловили підтримку випуску версії Снайдера: актори Джейсон Момоа, Кіаран Гайндс і Рей Фішер, фотограф Клей Еноса, розкадровник Джей Оліва, оператор Фабіан Вагнер і дублер Бена Аффлека Річард Сетрон. Рівно через два роки після релізу кінотеатральної версії актори і члени знімальної групи висловили підтримку Снайдеру і висловилися щодо ситуації в соціальних мережах. Крім того, безліч інших діячів кіноіндустрії і творців коміксів, не пов'язаних з «Лігою справедливості», також підтримали вихід «версії Снайдера», наприклад, режисер Кевін Сміт, телевізійний продюсер Стівен Денайт, а також автори коміксів Роб Лайфельд, Роберт Кіркман і Джеррі Ордвей. Інші діячі індустрії були менш оптимістичні. Шон Роббінс, головний аналітик Boxoffice Pro, припустив, що масштаб руху занадто малий, щоб здійснити вплив на керівників Warner Bros., вказавши, що «не схоже, щоб альтернативну версію „Ліги справедливості“ хотів би побачити хтось, крім затятих фанатів». Інсайдери також називали випуск версії Снайдера малоймовірним. Автор Маріо Ф. Роблс, ґрунтуючись на своїх зв'язках в індустрії, сказав, що керівники Warner Bros. не довіряють баченню Снайдера і не бажають витрачати мільйони на доопрацювання його версії. Протягом усього руху представники медіа-ресурсів називали версію Снайдера чимось «казковим» та «міфічним».
Учасники руху #ReleaseTheSnyderCut брали участь у різних фанатських акціях для поширення руху. Так, у червні 2018 року фанати звернулися до керівництва AT&T після злиття компанії і TimeWarner; у червні 2019 року учасники руху намагалися зв'язатися з новим генеральним директором Warner Bros. Енн Сарнофф, потім почалася кампанія з масовим написанням листів керівництву студії; а в липні 2019 року, після анонсу про швидкий запуск стрімінг-сервісу HBO Max, фанати почали звертатися до материнської компанії, WarnerMedia. Перед Комік-коном в Сан-Дієго в 2019 році один з фанатів запустив в Інтернеті збір коштів: половина з зібраної суми пішла б на рекламну кампанію версії Снайдера (наприклад, рекламні щити і повітряні банери), а інша половина поїхала б в Американський фонд запобігання суїциду (AFSP). Для схожої кампанії під час Нью-Йоркського комік-кона 2019 року учасники руху викупили на Таймс-сквер два рекламних щити, на яких розмістили висловлювання акторів і членів знімальної групи фільму. У грудні 2019 року фанати орендували ще один повітряний банер, який пролетів над офісом Warner Bros. і прямо вимагав від Енн Сарнофф випуску версії Снайдера. У січні 2020 року учасники руху викупили чотири хвилини рекламного часу на цифровому банері навколо стадіону «Ріверсайд» під час Кубка Англії з футболу. До січня 2020 року фанати зібрали понад $150 тисяч для AFSP, що отримало схвалення і підтримку самого Снайдера та фонду.
Однак представники засобів масової інформації також описують рух #ReleaseTheSnyderCut як «токсичний» через погрози та залякування тих, хто не поділяє ентузіазму з приводу версії Снайдера. Йохана Деста з видання Vanity Fair охарактеризувала ситуацію з фанатами, які вимагають альтернативну версію, як «зразок перетворення фанатських угруповань в більш токсичні» і порівняла це з цькуванням актриси Келлі Мері Трен після виходу фільму «Зоряні війни: Останні джедаї» (2017). Журналісти зазнавали переслідувань, наприклад, таких, через які пройшла Кейлі Дональдсон з видання «Pajiba»: її цькували через електронну пошту, коментарі на сайті і через повідомлення в соціальних мережах. У вересні 2018 року колишній президент DC Entertainment Дайан Нельсон видалила свій запис у Твіттері після переслідувань в мережі учасниками руху. Телефонним операторам Warner Bros., заваленим регулярними дзвінками про версію Снайдера, було рекомендовано сприймати ці дзвінки як пранки. Учасники руху зв'язалися з одним із каскадерів «Ліги справедливості» Річардом Сетроном, щоб розпитати його про версію Снайдера, але тільки для того, щоб змінити його відповідь і поширити в соціальних мережах детальне текстове повідомлення.
Брендон Катц з видання «The New York Observer» написав, що рух складається як з токсичних фанатів DC, які нападають на будь-яку іншу точку зору, так і зі звичайних глядачів, яким подобається стиль Снайдера і які просто хочуть побачити завершення трилогії, розпочатої в 2013 році з «Людини зі сталі». Як і в будь-якому русі, тут є і екстремісти, і звичайні люди. Доцент коледжу Свортмор і завідувач кафедри кіно — та медіа досліджень сказав, що такі фанатські рухи, як #ReleaseTheSnyderCut, зазвичай піднімаються, коли серйозно змінюють те, що їм подобається, і ця реакція зазвичай виходить від невеликої частини фанатів, яка «широким пензлем описує рух в цілому». Рух #ReleaseTheSnyderCut надихнув кілька інших схожих кампаній. На початку січня 2020 року поширилися чутки про те, що Джей Джей Абрамсу за вказівкою керівництва The Walt Disney Company довелося змінити начерки сюжету фільму «Зоряні війни: Скайвокер. Сходження» (2019). З-за цього деякі фанати «Зоряних війн» організували кампанію #ReleaseTheJJCut . В кінці 2019 року Джош Транк, режисер фільму «Фантастична четвірка» (2015), приєднався до сервісу Letterboxd і на хвилі заяв режисера почався рух #ReleaseTheTrankCut. Мережею поширилися заяви режисера про те, що на перезніманні фільм був значно змінений за прямою вказівкою студії 20th Century Fox. Транк сказав, що він, хоча і цінує ініціативу, але вона нездійсненна, тому що багато запланованих сцен не були відзняті. Відразу після повідомлень про вихід версії Снайдера інший режисер фільмів DC, Девід Еєр прокоментував, як студія Warner Bros. змінила його фільм «Загін самогубців» (2016) під час перезйомок. Після цього активізувався рух #ReleaseTheAyerCut з вимогою випуску оригінальної версії режисера. Повідомлення про довшу і похмуру версію фільму «Бетмен назавжди» (1995) стали з'являтися після DVD-релізу картини в 2005 році; рух #ReleaseTheSchumacherCut зародився в 2017 році і досягнув піка після смерті режисера Джоеля Шумахера в червні 2020 року. Однак керівники Warner Bros. заявили, що не планують випускати цю версію і, тим більше, вони не впевнені, чи збереглася вона.
18 Березня 2021 року на HBO Max вийшов фільм «Ліга справедливості Зака Снайдера». Рух #ReleaseTheSnyderCut отримав своє, чим був дуже задоволений. Як наслідок цього всього представники руху #ReleaseTheSnyderCut об'єдналися з представниками руху #ReleaseTheAyerCut і створили разом новий Рух — Рух #RestoreTheSnyderVerse.

### Анонс

#### Постпродакшн
У березні 2019 року після місяців чуток і спекуляцій Снайдер підтвердив, що його оригінальна версія фільму дійсно існує, і заявив, що саме в руках Warner Bros. знаходиться її доля. У листопаді джерело заявило, що Warner Bros. навряд чи випустить версію Снайдера в якому б то не було форматі, назвавши надії на реліз «нездійсненною мрією». Однак у грудні Снайдер у своєму акаунті «Vero» виклав фотографію коробок, на яких було написано: Z. S. J. L. director's cut («Зак Снайдер. Режисерська версія „Ліги справедливості“»); у коментарі до фото Зак написав: «Це реально? Існує чи це? Звичайно, так». За словами режисера, він спочатку думав, що його версія фільму ніколи не вийде, але невеликі фрагменти з неї можуть бути включені в документальну стрічку. Роберт Ґрінблатт, голова WarnerMedia і глава HBO Max, заявив, що обговорення з приводу можливого виходу версії Снайдера почалися в кінці 2019 року і тривали кілька місяців. За словами Снайдера, переговори про режисерську версію значно просунулися в лютому 2020 року після того, як голова Тобі Еммеріх офіційно визнав рух #ReleaseTheSnyderCut і прямо звернувся до Зака.
Сімейство Снайдерів запросило керівників Warner Bros., HBO Max і DC до себе додому для перегляду версії Снайдера. Тоді ж Зак представив свої ідеї по випуску фільму у вигляді серіалу. Продюсери залишилися під враженням і дали проєкту зелене світло. Снайдер почав знову збирати команду постпродакшну для завершення роботи над режисерською версією. Цим зусиллям сильно завадила пандемія COVID-19, але Зак наполягав на продовженні роботи. У квітні-травні 2020 року Снайдер повідомив акторському складу фільму про підготовку своєї версії фільму; за словами режисера, Рей Фішер спочатку подумав, що це жарт. 20 травня 2020 року під час сесії питань і відповідей з фанатами після онлайн-перегляду «Людини зі сталі» Зак Снайдер офіційно заявив про вихід своєї версії «Ліги справедливості» на стрімінг-сервісі HBO Max в 2021 році. Роберт Ґрінблатт розповів, що компанія «WarnerMedia» намагалася оголосити про це якомога швидше, до запуску HBO Max 27 травня.
Зак, який не бачив кінотеатральну версію фільму, описав свою версію «як щось абсолютно нове, а для тих, хто подивився версію Відона, це стане новим досвідом і пригодою». Снайдери відчували, що можливість, нарешті, завершити «Лігу справедливості» принесе їм полегшення; Зак і Дебора також раді можливості глибше розкрити персонажів фільму. На момент офіційного анонсу було незрозуміло, в якому вигляді проєкт буде випущений: у форматі 4-х годинного фільму або серіалу з 6 епізодів. Видання The Hollywood Reporter повідомило, що на доопрацювання візуальних ефектів, саундтреку й монтажу буде витрачено $20-30 млн. Однак Ґрінблатт це спростував, заявивши, що завершення роботи над версією Снайдера буде «дико дорогим». 23 червня 2020 року Сандра Дьюї, президент WarnerMedia з виробництва та фінансів, в інтерв'ю заявила, що вони націлені на реліз проєкту на початку або середині 2021 року.

#### Додаткові зйомки
Спочатку вважалося, що додаткові знімання проводитися не будуть: Снайдер хотів провести їх, але керівництво HBO Max відмовило йому. Але 23 вересня 2020 року стало відомо, що Снайдер готується до додаткових зйомок у жовтні, в яких будуть задіяні Бен Аффлек, Генрі Кавілл, Галь Гадот і Рей Фішер. Також було заявлено, що з урахуванням витрат на додаткові зйомки бюджет проєкту зросте до $70 млн. Додаткові зйомки почалися 6 жовтня 2020 року. Через кілька днів після початку зйомок стало відомо, що у них також візьмуть участь Ембер Герд, Джаред Лето і Джо Манганьєлло, які повернуться до ролей Мери, Джокера й Дезстроука, відповідно. Також Снайдер зняв нову сцену з Езрою Міллером через Zoom, бо той не зміг приїхати внаслідок виробництва у Лондоні третього фільму про Фантастичних звірів. Зак відправляв знімальній групі в Лондоні розкадровки свого бачення сцени. Снайдер заявив, що на додаткових зйомках було відзнято не більше чотирьох хвилин нових кадрів.

### Реакція
Учасники руху #ReleaseTheSnyderCut з натхненням сприйняли новину про випуск версії «Ліги справедливості» від Зака Снайдера, багато фанатів написали про це в соціальних мережах. Деякі затяті фанати Снайдера викладали відео, на яких вони знищували DVD і Blu-ray копії кінотеатральної версії фільму. Чимало відомих працівників індустрії, наприклад, акторський склад «Ліги», висловили вдячність і повагу фанатам, які вимагали реліз версії Снайдера. Видання ScreenRant відзначило, що сформована ситуація демонструє, як тиск фанатів може вплинути на рішення кіностудій, телеканалів і стрімінг-сервісів. Проте деякі журналісти висловили стурбованість тим, що компанія «WarnerMedia» пішла на поводу у фанатів, які під час руху #ReleaseTheSnyderCut були помічені в проявах харасменту та троллінгу, що може створити негативний прецедент. У відповідь на це занепокоєння генеральний директор HBO Тоні Гонсальвес заявив про силу фанатів і про те, що вони як представники бізнес-структур прислухаються до думки своїх глядачів.
У результаті Рух #ReleaseTheSnyderCut об'єдналися з представниками руху #ReleaseTheAyerCut і створили разом новий Рух — Рух #RestoreTheSnyderVerse.

## Маркетинг
Одночасно з анонсом «Ліги справедливості Зака Снайдера» HBO випустила постери шести членів Ліги Справедливости. Попри те, що ці постери були випущені в період рекламної кампанії кінотеатральної версії фільму, постери від HBO стали чорно-білими і спеціальним шрифтом виділили ім'я Снайдера. Кріс Ейгар з видання Screen Rant назвав фільтр «різким контрастом з яскравими постерами „Ліги справедливості“, що стало абсолютно навмисним рішенням чітко розмежувати дві версії фільму».
22 травня 2020 року Снайдер розповів, що робота над трейлером фільму ведеться. 18 червня вийшов короткий тізер з участю Диво-жінки, закадровим голосом Лекса Лютора (від Джессі Айзенберґа) і з кадрами явлення Дарксайду. 25 липня 2020 року під час онлайн-заходу «Justice Con 2020» Зак Снайдер показав сцену з фільму з чорним костюмом Супермена. А 22 серпня 2020 року на панелі DC FanDome був представлений перший офіційний тізер-трейлер картини. Він був добре прийнятий як глядачами, так і критиками. На початку листопада оригінальний тизер був видалений з соціальних платформ HBO Max у зв'язку із закінченням терміну дії прав на пісню Леонарда Коена «Hallelujah», яка була використана в трейлері. 17 листопада 2020 року, в трирічну річницю виходу театральної версії фільму, була випущена оновлена версія тізера з новими кадрами в чорно-білому вигляді на акаунті Зака Снайдера у Vero в кольорі на соціальних акаунтах HBO Max.

## Вихід

### Реліз
Спочатку реліз планувався як мінісеріал з 4 серіями по годині. Пізніше Зак Снайдер заявив, що його версія фільму вийде повністю в один день. 29 січня 2021 року WarnerMedia підтвердила цей факт у своєму пресрелізі, назвавши «Лігу Справедливості Зака Снайдера» повнометражним художнім фільмом Max Original. Снайдер також повідомив, що DC і WB працюють над релізом фільму в тих країнах, де не доступний сервіс HBO Max, таких як Україна.
Для території США «Ліга справедливості Зака Снайдера» дебютувала на VOD-платформі HBO Max 18 березня 2021 року. Для території України (а також Росії, загалом на 12 територіях колишьної СРСР) «Ліга справедливості Зака Снайдера» дебютувала на VOD-платформі Kinopoisk HD 18 березня 2021 року з російським дубляжем та без дубляжу чи закадрового озвучення українською мовою.